# Ratlam
Ratlam, Rutlam (hindi रतलाम) – miasto w północno-zachodnich Indiach, u podnóża gór Windhja, w stanie Madhya Pradesh.
- Liczba mieszkańców: 202 473

W mieście rozwinął się przemysł włókienniczy oraz spożywczy, a także usługi.